# Battaglia di Alessandria
La battaglia di Alessandria, nota anche come battaglia di Canopo, ebbe luogo il 21 marzo 1801 in Egitto nei pressi della cittadina di Canopo, vicino ad Alessandria d'Egitto, e vide fronteggiarsi quello che restava del corpo di spedizione francese, giunto nel 1798 in Egitto al comando dell'allora generale Napoleone Bonaparte ed ora comandato dal generale francese Jacques François Menou, e il corpo di spedizione britannico, sbarcato in Egitto, al comando del generale inglese Ralph Abercromby.

## Antefatti

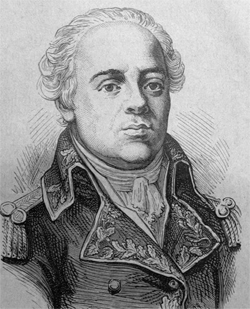
Jacques François Menou

Partita da Gibilterra il 2 novembre, la flotta inglese, comandata dall'ammiraglio Keith e dal generale Ralph Abercromby, dopo aver fatto scalo a Minorca ed a Malta, navigò lungo la costa africana, finché il 29 dicembre gettò l'ancora nella baia di Macri. Mentre il maggior generale inglese John Moore negoziava a Giaffa con Youssouf Pachâ, gli inglesi si preparavano a sbarcare. Sei vascelli della flotta ottomana, fra i quali il Sultan Sélim da 110 cannoni, e otto corvette li raggiunsero. Ben informato da Murad Bey della minaccia dello sbarco imminente, Jacques François Menou, che sostituiva il generale Jean-Baptiste Kléber, assassinato nove mesi prima a Il Cairo da uno studente siriano, tardò a prendere posizione.
Gli inglesi giunsero via mare ad Abukir il 1º marzo, ma a causa delle condizioni meteorologiche non poterono sbarcare che il giorno 8. Menou tuttavia non ne approfittò, perdendo tempo ad occuparsi dei turchi del Grand visir, per altro ancora piuttosto lontani, e impartendo ordini assurdi e contraddittori. Intanto ad Abukir il generale francese Friant, avendo a disposizione solo 1 500 uomini, abbandonò il forte, lasciandovi di guarnigione solo 150 uomini con due pezzi di artiglieria da 24 e due da 8. Il 12 marzo i generali francesi Lanusse e Bron apportarono alcuni rinforzi.
Il giorno dopo, al campo dei Romani, vicino al lago Maadyéh, pur in palese inferiorità numerica, i francesi attaccarono. Tuttavia, nonostante qualche successo, essi dovettero ripiegare. Il medesimo giorno Menou giunse a Rahmaniéh, ove si riposò un giorno. Il 15 marzo giunse a Damanhour, ove venne raggiunto dalle truppe dei generali Reynier e Rampon. Il 19 marzo capitolò la guarnigione del forte di Abukir, mentre Manou giunse ad Alessandria il giorno 20. Gli inglesi erano ormai solidamente installati, l'armata del Grand Vizir si stava avviando e minacciava la frontiera e un corpo di anglo-ciprioti, proveniente dall'India, sbarcava a Qosseyr.

## La battaglia

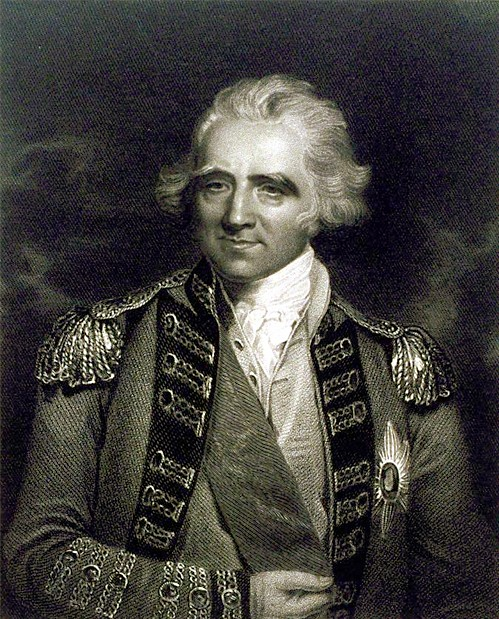
Ralph Abercromby

Oltrepassato, Menou si rifece al piano di battaglia concordato con Reynier e Lanusse. Gl'inglesi erano solidamente accampati fra il mare e le sponde del lago Maadyéh ed affrontarli avrebbe potuto essere un errore fatale, per cui si decise di attaccarli alle ali. Reynier comandava l'ala destra con la 13ª e la 85ª semibrigata, alla sua sinistra si trovava Friant con le semibrigate 25a, 61a e 75a, mentre al centro manovrava il generale Rampon, coadiuvato dal generale Destaing, con la 21ª brigata leggera, due compagnie di granatieri della 25ª di linea e tre compagnie della 2ª brigata leggera. L'ala sinistra, composta dalla 4ª brigata leggera, dalla 18ª, 69ª ed 88ª di linea, era comandata da Lanusse, coadiuvato dai generali Silly e Valentin.

### Diversione all'ala destra
L'attacco ebbe inizio alle ore 3:00 con un'incursione all'ala sinistra, portata da un corpo di soldati su dromedari, avente lo scopo di creare una diversione. Le prime ridotte caddero e gli attaccanti s'impadronirono di un pezzo di artiglieria che volsero immediatamente contro le postazioni inglesi, attirandone l'attenzione. Il generale Lanusse si pose in movimento, la 4ª brigata leggera s'impadronì di un piccolo saliente nel quale si trovava un cannone.

### Confusione al centro
Il centro si mise a sua volta in marcia sulla grande ridotta e la brigata di Silly s'impadronì di un distaccamento inglese. Accortosi che la brigata di Valentin si era fermata a causa del fuoco incrociato nemico, il generale Lanusse si lanciò in suo soccorso, ma venne colpito alla gamba destra da un biscaglino, il che comportò un momento d'incertezza fra le sue truppe. Gli inglesi del generale Moore approfittarono della conseguente esitazione dei francesi, rimasti privi del loro capo, e li respinsero. La brigata di Valentin, non potendo per questo dispiegarsi, si disperse dietro le dune. Nell'oscurità la 4ª brigata divenne bersaglio della 32a: la confusione era totale e ci volle tempo per comprendere l'errore, ma intanto lo slancio era venuto meno e le brigate 4a e 18a furono respinte.
La 32ª brigata, sotto il comando del generale Rampon, tentò ugualmente di attaccare la prima linea inglese, ma fu accolta da un fuoco nutrito che ne decimò i ranghi. Malgrado i loro sforzi, i carabinieri della 2ª brigata leggera non riuscirono a penetrare nello schieramento nemico; il generale Destaing, che si era infilato fra l'ala destra ed il centro dello schieramento inglese, cadde a sua volta sotto la violenta resistenza avversaria: leggermente ferito, dovette lasciare il campo di battaglia, mentre il suo sostituto venne a sua volta gravemente ferito ad una coscia. Privati dei loro capi e trovatisi in mezzo ai nemici, i loro soldati finirono con l'arrendersi.

### La situazione vista dalle retrovie
Un proiettile vagante uccise il cavallo di Menou, che si mise al riparo dietro la cavalleria della riserva. Certamente ormai la battaglia era perduta. Nulla andò più come previsto: ogni attacco fu un attacco isolato ed i relativi combattenti francesi si trovarono alla mercé del nemico. Rimase solo l'ala destra, ma la sua consistenza numerica era insufficiente per consentire l'attacco al centro dello schieramento inglese. A quel punto rimaneva come unica possibilità la ritirata, ma Menou non se ne rese conto.

### Lo scacco dell'ala destra
Di fronte alla passività del suo capo, Reynier, che attendeva ordini per far avanzare l'ala destra, prese l'iniziativa ed ordinò di muovere contro il nemico. Comprendendo il significato di questa manovra, gli inglesi fecero intervenire la loro riserva. Menou mandò allora i dragoni del generale Roize, che riuscirono a passare e ferirono mortalmente il comandante inglese, generale Abercromby, ma anche il generale Roize subì una sorte analoga e ben pochi dei cavalieri francesi riuscirono a riguadagnare le alture di Nicopolis.

## Conseguenze
L'armata francese si scoraggiò, il generale Menou si ritirò con le sue truppe ad Alessandria, ove gli inglesi lo assediarono. Il generale Lanusse, avendo tardato troppo nel farsi amputare la gamba colpita, morì la notte tra il 21 ed il 22 marzo; il generale inglese Abercromby decedette ad Abukir il 28 dello stesso mese. La sconfitta portò alla definitiva chiusura della Campagna francese in Egitto: l'armata francese non resistette che qualche mese all'assedio anglo-turco di Alessandria e dovette capitolare.